# Temporada 1974-75 de los Houston Rockets
La temporada 1974-75 fue la cuarta de los Houston Rockets en su nueva localización de Texas, y la octava en la NBA, tras haber jugado las cuatro primeras en San Diego (California). La temporada regular acabó con 41 victorias y 41 derrotas, ocupando el cuarto puesto de la conferencia Oeste, clasificándose para los playoffs en los que cayeron en las semifinales de conferencia ante los Boston Celtics.

## Elecciones en elDraft
| Ronda | Puesto | Jugador     | Posición  | Nacionalidad   | Universidad    |
| ----- | ------ | ----------- | --------- | -------------- | -------------- |
| 1     | 5      | Bobby Jones | Ala-Pívot | Estados Unidos | North Carolina |
| 2     | 23     | Gus Bailey  | Escolta   | Estados Unidos | UTEP           |
| 5     | 77     | Owen Wells  | Alero     | Estados Unidos | Detroit        |

## Temporada regular
| División Central     | División Central | División Central | División Central | División Central | División Central | División Central | División Central | División Central |
| Equipo               | G                | P                | %                | PD               | Casa             | Fuera            | Div              |                  |
| -------------------- | ---------------- | ---------------- | ---------------- | ---------------- | ---------------- | ---------------- | ---------------- | ---------------- |
| y-Washington Bullets | 60               | 22               | .732             | –                | 36–5             | 24–17            | 22–8             |                  |
| x-Houston Rockets    | 41               | 41               | .500             | 19               | 29–12            | 12–29            | 16–14            |                  |
| Cleveland Cavaliers  | 40               | 42               | .488             | 20               | 29–12            | 11–30            | 17–13            |                  |
| Atlanta Hawks        | 31               | 51               | .378             | 29               | 22–19            | 9–32             | 11–19            |                  |
| New Orleans Jazz     | 23               | 59               | .280             | 37               | 20–21            | 3–38             | 9–21             |                  |

## Playoffs

### Primera ronda
Houston Rockets vs. New York Knicks 
| Fecha       | Partido                                 | Ciudad     |
| ----------- | --------------------------------------- | ---------- |
| 8 de abril  | Houston Rockets 99, New York Knicks 84  | Houston    |
| 10 de abril | New York Knicks 106, Houston Rockets 96 | Nueva York |
| 12 de abril | Houston Rockets 118, New York Knicks 86 | Houston    |
|             | Houston Rockets gana las series 2-1     |            |

### Semifinales de Conferencia
Boston Celtics vs. Houston Rockets 
| Fecha       | Partido                                 | Ciudad  |
| ----------- | --------------------------------------- | ------- |
| 14 de abril | Boston Celtics 123, Houston Rockets 106 | Boston  |
| 16 de abril | Boston Celtics 112, Houston Rockets 100 | Boston  |
| 19 de abril | Houston Rockets 117, Boston Celtics 102 | Houston |
| 22 de abril | Houston Rockets 117, Boston Celtics 122 | Houston |
| 24 de abril | Boston Celtics 124, Houston Rockets 115 | Boston  |
|             | Boston Celtics gana las series 4-1      |         |

## Estadísticas
| Rk | Jugador          | Edad | P  | PT | MP   | TC  | TCI  | %TC  | TL  | TLI | %TL  | RO  | RD  | RT  | AS  | RB  | TAP | BP | FP  | PTS  |
| -- | ---------------- | ---- | -- | -- | ---- | --- | ---- | ---- | --- | --- | ---- | --- | --- | --- | --- | --- | --- | -- | --- | ---- |
| 1  | Rudy Tomjanovich | 26   | 81 |    | 38.7 | 8.6 | 16.3 | .525 | 3.6 | 4.5 | .790 | 2.3 | 5.3 | 7.6 | 2.9 | 0.9 | 0.3 |    | 2.8 | 20.7 |
| 2  | Mike Newlin      | 26   | 79 |    | 34.3 | 5.5 | 11.5 | .482 | 3.4 | 3.9 | .869 | 0.7 | 2.6 | 3.3 | 5.1 | 1.4 | 0.1 |    | 3.6 | 14.4 |
| 3  | Calvin Murphy    | 26   | 78 |    | 32.2 | 7.1 | 14.8 | .484 | 4.4 | 4.9 | .883 | 0.7 | 1.6 | 2.2 | 4.9 | 1.6 | 0.1 |    | 3.6 | 18.7 |
| 4  | Ed Ratleff       | 24   | 80 |    | 32.0 | 4.9 | 10.6 | .461 | 2.0 | 2.4 | .826 | 2.3 | 3.4 | 5.7 | 3.2 | 1.8 | 0.6 |    | 2.9 | 11.8 |
| 5  | Kevin Kunnert    | 23   | 75 |    | 24.0 | 4.6 | 9.0  | .512 | 1.5 | 2.3 | .686 | 2.9 | 5.6 | 8.4 | 1.4 | 0.5 | 1.1 |    | 3.0 | 10.8 |
| 6  | Dave Wohl        | 25   | 75 |    | 23.0 | 2.7 | 6.2  | .439 | 1.1 | 1.4 | .745 | 0.3 | 1.1 | 1.5 | 4.5 | 1.0 | 0.1 |    | 2.5 | 6.5  |
| 7  | Don Smith        | 28   | 65 |    | 22.3 | 3.6 | 8.3  | .437 | 2.4 | 3.1 | .783 | 2.4 | 5.1 | 7.5 | 1.3 | 0.6 | 1.1 |    | 2.0 | 9.7  |
| 8  | Ron Riley        | 24   | 77 |    | 20.5 | 2.5 | 6.1  | .417 | 0.9 | 1.3 | .732 | 1.8 | 3.2 | 4.9 | 1.7 | 0.7 | 0.3 |    | 2.6 | 6.0  |
| 9  | Steve Hawes      | 24   | 55 |    | 16.3 | 2.5 | 5.1  | .502 | 0.8 | 1.0 | .818 | 1.5 | 3.5 | 5.0 | 1.6 | 0.7 | 0.7 |    | 1.8 | 5.9  |
| 10 | Cliff Meely      | 27   | 48 |    | 15.7 | 3.3 | 7.3  | .447 | 1.4 | 2.0 | .723 | 1.1 | 2.3 | 3.4 | 0.9 | 0.4 | 0.4 |    | 2.4 | 7.9  |
| 11 | Gus Bailey       | 23   | 47 |    | 9.5  | 1.1 | 2.7  | .405 | 0.4 | 0.9 | .488 | 0.5 | 1.3 | 1.7 | 1.3 | 0.4 | 0.3 |    | 1.1 | 2.6  |
| 12 | Owen Wells       | 24   | 33 |    | 6.5  | 1.3 | 3.0  | .420 | 0.5 | 0.7 | .682 | 0.4 | 0.7 | 1.1 | 0.7 | 0.3 | 0.1 |    | 1.2 | 3.0  |

## Galardones y récords
| Jugador          | Galardón |
| Rudy Tomjanovich | All-Star |